# 앙카사완 계획

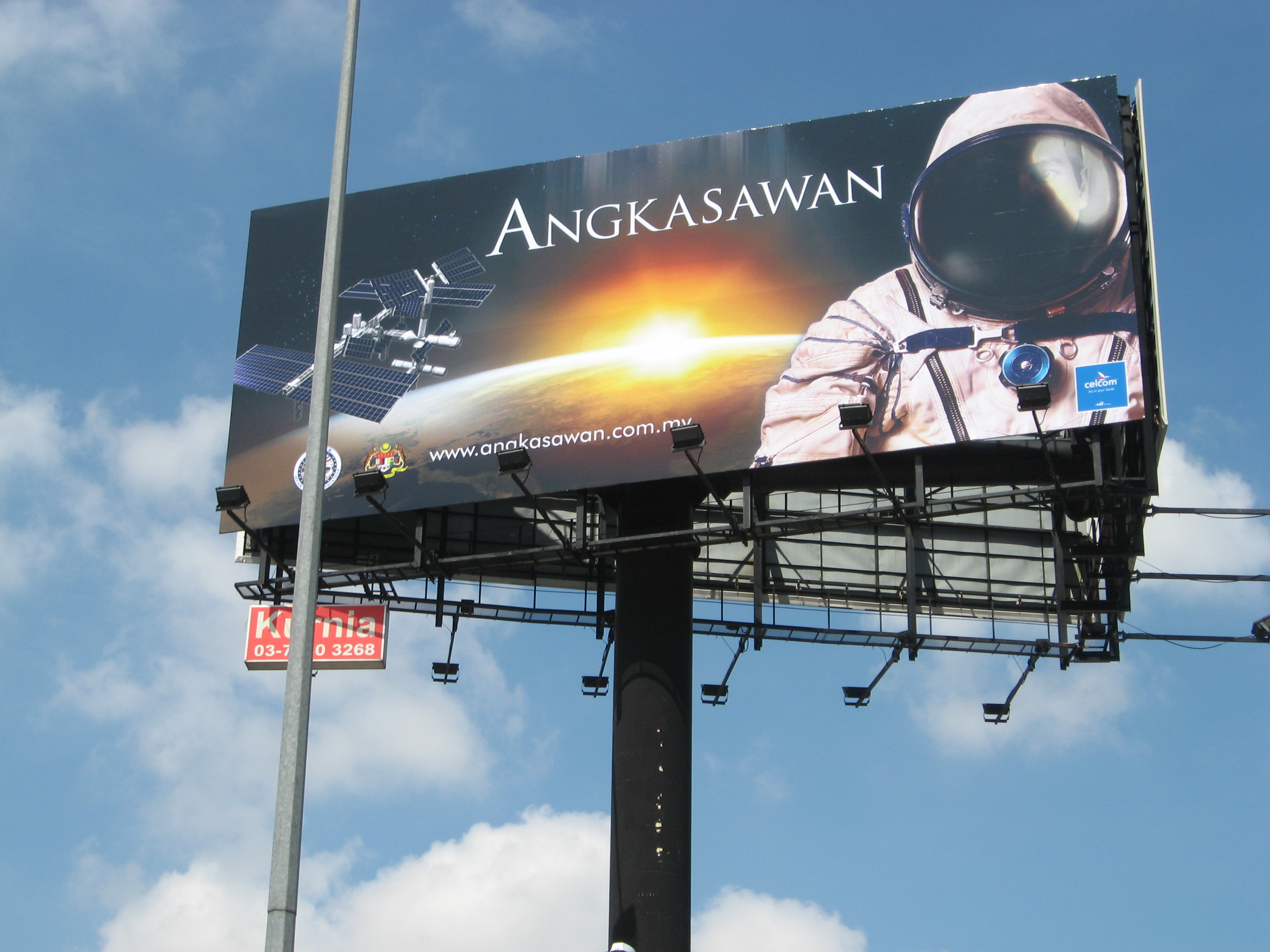

앙카사완 계획(Angkasawan program, 말레이어: Program Angkasawan Negara)은 말레이시아 정부가 국제 우주 정거장에 말레이시아인을 보내려는 사업을 말한다. "앙카사완"(angkasawan)은 말레이어로 우주인을 뜻한다.
선발 과정을 통해 뽑힌 세이크 무스자파 슈코르는 2007년 10월 10일, 소유스 TMA-10 편으로 발사되어 10일 간의 우주비행과 실험을 실시했다.

## 같이 보기
- 한국 우주인 배출 사업(KAP)
- 이소연